# Sgùrr Alasdair
Le Sgùrr Alasdair (« pic Alexandre ») est une montagne du Royaume-Uni située en Écosse, sur l'île de Skye. Il culmine à 992 mètres d'altitude ce qui en fait un munro, un marilyn et le plus haut sommet de l'île.